# Contra a Interpretação
Contra a interpretação é uma coleção de ensaios de Susan Sontag publicada em 1966. Inclui algumas das obras mais conhecidas de Sontag, como "Sobre o Estilo" e o ensaio homônimo "Contra a Interpretação", além de outros textos de crítica literária, de cinema e teatro. Em "Contra a Interpretação", Sontag argumenta que a nova abordagem da crítica e da estética negligencia o impacto sensual e a inovação da arte, encaixando as obras em interpretações intelectuais predeterminadas e pondo ênfase no "conteúdo" ou "significado." O livro foi finalista na categoria Artes e Letras do Prêmio Nacional do Livro.

## Resumo
"Contra a Interpretação" é o influente ensaio de Sontag em Contra a Interpretação e Outros Ensaios, que discute as divisões entre dois tipos diferentes de crítica de arte e teoria: a da interpretação formalista e a da interpretação baseada no conteúdo. Sontag se opõe fortemente ao que ela considera ser a interpretação contemporânea, que consiste em uma superabundância de importância colocada sobre o conteúdo ou significado de uma obra de arte, em vez de estar atenta aos seus aspectos sensoriais e desenvolver um vocabulário descritivo sobre a apresentação da obra e como se dão seus efeitos. Ela acredita que a interpretação do estilo moderno tem um efeito particular de "domesticação": ela reduz a liberdade de uma reação subjetiva à obra, e impõe limitações ou certas regras sobre quem reage. O estilo moderno de interpretação é particularmente desprezado por Sontag em relação ao estilo clássico anterior de interpretação, que buscava "atualizar as obras de arte", atender aos interesses modernos e aplicar leituras alegóricas. Enquanto esse tipo de interpretação foi visto como solução para o conflito entre o passado e o presente, renovando uma obra e mantendo um certo nível de respeito e honra, Sontag acredita que a interpretação moderna perdeu sensibilidade e, em vez disso, se esforça para "escavar ... destruir " uma obra de arte.
Sontag afirma que o estilo moderno é bastante prejudicial, tanto para a arte quanto para o público, impondo a hermenêutica - "leituras" falaciosas e complicadas que parecem engolfar uma obra de arte, a ponto da análise do conteúdo começar a degradar, a destruir. Retornar para uma experiência de arte mais primitiva e sensual, quase mágica, é o que Sontag deseja; embora isso seja totalmente impossível devido às camadas espessas de hermenêutica que cercam a interpretação da arte e que vieram a ser reconhecidas e respeitadas. Sontag desafia ousadamente as teorias marxistas e freudianas, afirmando que são "agressivas e ímpias".
Sontag também se refere ao mundo contemporâneo como um mundo de "superprodução ... plenitude material", onde os sentidos físicos foram entorpecidos e aniquilados pela produção em massa e interpretação complexa, a ponto de perder a apreciação da forma da arte. Para Sontag, modernidade significa perda de experiência sensorial e ela acredita (corroborando com sua teoria da natureza prejudicial da crítica) que o prazer da arte é diminuído por essa sobrecarga dos sentidos. Desse modo, Sontag afirma que, inevitavelmente, o estilo moderno de interpretação separa forma e conteúdo de uma maneira prejudicial à obra de arte e à própria apreciação sensorial de uma peça.
Embora ela afirme que a interpretação pode ser "sufocante", tornando a arte confortável e "administrável" e, assim, degradando a intenção original do artista, Sontag apresenta também uma solução para o dilema que ela vê como uma abundância de interpretação sobre o conteúdo: abordar as obras de arte com uma forte ênfase na forma, para "revelar a superfície sensual da arte sem interferir na mesma."
O ensaio foi publicado pela primeira vez no Volume 8, número 34 da Evergreen Review em dezembro de 1964.
Em uma resenha contemporânea do livro, Benjamin DeMott do The New York Times elogiou  Contra a Interpretação como "um pedaço vívido, aqui e agora, de história viva, e que, no final dos anos 60, pode muito bem figurar entre as inestimáveis crônicas culturais da década. " Ele concluiu: "A Srta. Sontag escreveu um livro ponderável, vivaz, maravilhosamente vívido e surpreendentemente americano." Brandon Robshaw do The Independent observou mais tarde: "Esta coleção clássica de ensaios e críticas da década de 1960 lisonjeia a inteligência do leitor sem ser intimidante." Ele acrescentou: "... os ensaios são infalivelmente estimulantes. Embora carreguem a marca de seu tempo, Sontag foi extraordinariamente presciente; seu projeto de analisar a cultura popular junto da alta cultura, The Doors assim como Dostoiévski, é agora uma prática comum em todo o mundo instruído. E os artistas e intelectuais que ela discute - Nietzsche, Camus, Godard, Barthes etc. - demonstram que ela sabia em quais cavalos apostar. "
Em sua introdução à Critique and Postcritique (2017), Rita Felski e Elizabeth S. Anker argumentam que o ensaio-título da coleção de Sontag desempenhou um papel importante no campo da pós-crítica, um movimento dentro da crítica literária e dos estudos culturais que tenta encontrar novas formas de leitura e interpretação que vão além dos métodos da crítica, teoria crítica e crítica ideológica.